# 1995-ös sílövő-világbajnokság
Az 1995-ös sílövő-világbajnokságot februárban rendezték Olaszországban, Antholz-Anterselvában.

## Részt vevő nemzetek
| Amerikai Egyesült Államok |
| Ausztrália                |
| Ausztria                  |
| Bulgária                  |
| Csehország                |
| Észtország                |
| Fehéroroszország          |
| Finnország                |

| Franciaország |
| Görögország   |
| Japán         |
| Kanada        |
| Kazahsztán    |
| Kína          |
| Lengyelország |
| Lettország    |

| Litvánia           |
| Magyarország       |
| Egyesült Királyság |
| Németország        |
| Norvégia           |
| Olaszország        |
| Oroszország        |
| Románia            |

| Svájc      |
| Svédország |
| Szlovákia  |
| Szlovénia  |
| Ukrajna    |
| 29 nemzet  |

## Éremtáblázat
| Hely     | Nemzet           | Arany | Ezüst | Bronz | Összesen |
| 1.       | Franciaország    | 3     | 2     | 3     | 8        |
| 2.       | Németország      | 2     | 2     | 1     | 5        |
| 3.       | Norvégia         | 2     | 1     | 1     | 4        |
| 4.       | Lengyelország    | 1     | 0     | 0     | 1        |
|          |                  |       |       |       |          |
| 5.       | Oroszország      | 0     | 1     | 0     | 1        |
| 5.       | Csehország       | 0     | 1     | 0     | 1        |
| 5.       | Ukrajna          | 0     | 1     | 0     | 1        |
|          |                  |       |       |       |          |
| 8.       | Fehéroroszország | 0     | 0     | 2     | 2        |
| 9.       | Bulgária         | 0     | 0     | 1     | 1        |
|          |                  |       |       |       |          |
| Összesen | Összesen         | 8     | 8     | 8     | 24       |

## Férfi

### Egyéni
A verseny időpontja: 1995. február 16.
| #     | Versenyző             | Lövőhiba (F+Á+F+Á) | Időeredmény | Hátrány  |
| ----- | --------------------- | ------------------ | ----------- | -------- |
| Arany | Tomasz Sikora         | 0+0+0+0            | 1:01:36.0   |          |
| Ezüst | Jon Åge Tyldum        | 0+0+0+0            | 1:02:10.6   | +34.6    |
| Bronz | Aleh Rizsankov        | 1+0+0+1            | 1:02:16.4   | +40.4    |
| 4.    | Roman Zvonkov         | 0+0+0+0            | 1:02:16,9   | +40.9    |
| 5.    | Vlagyimir Dracsov     | 1+0+0+2            | 1:02:35.4   | +59.4    |
| 6.    | Kjell Ove Oftedal     | 0+1+0+0            | 1:03:15.6   | +1:39.6  |
| 7.    | Patrice Bailly-Salins | 0+0+0+1            | 1:03:21.3   | +1:45.3  |
| 8.    | Eduard Rjabov         | 0+0+0+1            | 1:03:30.0   | +1:54.0  |
| 9.    | Sylfest Glimsdal      | 1+0+1+1            | 1:03:30.6   | +1:54.6  |
| 10.   | Franck Perrot         | 0+0+0+1            | 1:03:33.7   | +1:57.7  |
| ----  | ----                  | ----               | ----        | ----     |
| 42.   | Panyik János          | 2+0+0+1            | 1:07:27.7   | +5:51.7  |
| 81.   | Molnár Tamás          | 2+1+2+2            | 1:15:29.6   | +13:53.6 |

### Sprint
A verseny időpontja: 1995. február 18.
| #     | Versenyző             | Lövőhiba (F+Á) | Időeredmény | Hátrány |
| ----- | --------------------- | -------------- | ----------- | ------- |
| Arany | Patrice Bailly-Salins | 0+1            | 29:23.8     |         |
| Ezüst | Pavel Muszlimov       | 0+0            | 29:25.7     | +1.9    |
| Bronz | Ricco Groß            | 0+0            | 29:29.0     | +5.2    |
| 4.    | Ole Einar Bjørndalen  | 0+0            | 29:31.1     | +7.3    |
| 5.    | Patrick Favre         | 0+1            | 29:41.7     | +17.9   |
| 6.    | Aljakszandr Papov     | 1+0            | 29:54.9     | +31.1   |
| 7.    | Hervé Flandin         | 0+1            | 29:57.2     | +33.4   |
| 7.    | Frank Luck            | 0+0            | 29:57.2     | +33.4   |
| 9.    | Pieralberto Carrara   | 1+2            | 30:00.8     | +37.0   |
| 10.   | Frode Andresen        | 0+3            | 30:03.0     | +39.2   |
| ----  | ----                  | ----           | ----        | ----    |
| 53.   | Panyik János          | 1+2            | 32:39.6     | +3:15.8 |
| 78.   | Oláh István           | 2+3            | 34:33.0     | +5:09.2 |

### Váltó
A verseny időpontja: 1995. február 19.
| #     | Versenyző                                                                                 | Lövőhiba (F+Á) | Időeredmény | Hátrány | #   | Versenyző                                                                            | Lövőhiba (F+Á) | Időeredmény | Hátrány  |
| ----- | ----------------------------------------------------------------------------------------- | -------------- | ----------- | ------- | --- | ------------------------------------------------------------------------------------ | -------------- | ----------- | -------- |
| Arany | Németország · Ricco Groß · Mark Kirchner · Frank Luck · Sven Fischer                      | 0+0 0+0        | 1:23:29.0   |         | 7.  | Lengyelország · Wiesław Ziemianin · Jan Ziemianin · Tomasz Sikora · Jan Wojtas       | 0+0 0+0        | 1:25:42.5   | +2:12.6  |
| Ezüst | Franciaország · Lionel Laurent · Patrice Bailly-Salins · Thierry Dusserre · Hervé Flandin | 0+0 0+0        | 1:23:41.9   | +12.0   | 8.  | Oroszország · Alekszej Kobelev · Pavel Muszlimov · Eduard Rjabov · Vlagyimir Dracsov | 0+0 0+0        | 1:25:53.5   | +2:23.6  |
| Bronz | Fehéroroszország · Ihar Hohrjakov · Aljakszandr Papov · Aleh Rizsankov · Vadzim Szasurin  | 0+0 0+0        | 1:24:06.0   | +36.1   | 9.  | Ausztria · Hannes Obererlacher · Wolfgang Perner · Reinhard Neuner · Ludwig Gredler  | 0+0 1+3        | 1:26:02.6   | +2:32.7  |
| 4.    | Olaszország · Hubert Leitgeb · Wilfried Pallhuber · Patrick Favre · Pieralberto Carrara   | 1+3 1+3        | 1:24:34.5   | +1:04.6 | 10. | Finnország · Ville Räikkönen · Erkki Latvala · Harri Eloranta · Vesa Hietalahti      | 0+0 0+0        | 1:26:14.3   | +2:44.4  |
| 5.    | Norvégia · Ole Einar Bjørndalen · Jon Åge Tyldum · Frode Andresen · Kjell Ove Oftedal     | 0+0 1+3        | 1:24:41.0   | +1:11.1 | ... | ...                                                                                  | ...            | ...         | ...      |
| 6.    | Svédország · Ulf Johansson · Mikael Löfgren · Jonas Eriksson · Fredrik Kuoppa             | 1+3 0+0        | 1:25:18.5   | +1:48.6 | 22. | Magyarország · Panyik János · Molnár Tamás · Tagscherer Imre · Oláh István ·         | 0+0 5+3        | 1:37:34.9   | +14:05.0 |

### Csapat
A verseny időpontja: 1995. február ?.
| #     | Versenyző                                                                             | Lövőhiba (F+Á) | Időeredmény | Hátrány |
| ----- | ------------------------------------------------------------------------------------- | -------------- | ----------- | ------- |
| Arany | Norvégia · Frode Andresen · Dag Bjørndalen · Halvard Hanevold · Jon Åge Tyldum        | ?              | ?           |         |
| Ezüst | Csehország · Petr Garabík · Roman Dostál · Jiři Holubec · Ivan Masařík                | ?              | ?           | ?       |
| Bronz | Franciaország · Thierry Dusserre · Franck Perrot · Lionel Laurent · Stéphane Boutiaux | ?              | ?           | ?       |

## Női

### Egyéni
A verseny időpontja: 1995. február 16.
| #     | Versenyző               | Lövőhiba (F+Á+F+Á) | Időeredmény | Hátrány  |
| ----- | ----------------------- | ------------------ | ----------- | -------- |
| Arany | Corinne Niogret         | 1+0+0+0            | 51:16.3     |          |
| Ezüst | Uschi Disl              | 0+1+0+0            | 51:28.7     | +12.4    |
| Bronz | Ekaterina Dafovszka     | 0+0+0+0            | 52:10.6     | +54.3    |
| 4.    | Szvjatlana Paramihina   | 0+1+0+0            | 52:40.0     | +1:23.7  |
| 5.    | Valentina Cerbe-Neszina | 0+0+0+1            | 52:53.3     | +1:37.0  |
| 6.    | Anne Briand             | 0+1+1+1            | 53:03.6     | +1:47.3  |
| 7.    | Magdalena Forsberg      | 0+0+0+0            | 53:07.7     | +1:51.4  |
| 8.    | Song Aiqin              | 0+0+1+0            | 53:31.9     | +2:15.6  |
| 9.    | Nadezsda Alekszieva     | 0+0+0+1            | 53:35.8     | +2:19.5  |
| 10.   | Martina Halinarova      | 1+1+0+0            | 54:03.7     | +2:47.4  |
| ----  | ----                    | ----               | ----        | ----     |
| 68.   | Holéczy Beatrix         | 0+0+0+2            | 1:02:32.8   | +11:16.5 |
| 76.   | Bekecs Zsuzsanna        | 0+4+1+2            | 1:05:13.7   | +13:57.4 |
| 77.   | Bozsik Anna             | 1+3+3+2            | 1:05:52.8   | +14:36.5 |

### Sprint
A verseny időpontja: 1995. február 18.
| #     | Versenyző             | Lövőhiba (F+Á) | Időeredmény | Hátrány |
| ----- | --------------------- | -------------- | ----------- | ------- |
| Arany | Anne Briand           | 1+0            | 24:00.6     |         |
| Ezüst | Uschi Disl            | 0+0            | 24:05.9     | +5.3    |
| Bronz | Corinne Niogret       | 0+2            | 24:07.0     | +6.4    |
| 4.    | Soňa Mihoková         | 1+1            | 24:22.5     | +21.9   |
| 5.    | Emmanuelle Claret     | 0+1            | 24:28.1     | +27.5   |
| 6.    | Andreja Grasic-Koblar | 0+2            | 24:37.7     | +34.1   |
| 7.    | Nathalie Santer       | 0+2            | 24:37.5     | +36.9   |
| 8.    | Natallja Permjakova   | 1+0            | 24:39.7     | +39.1   |
| 9.    | Eva Hakova            | 0+1            | 24:40.7     | +40.1   |
| 10.   | Florence Baverel      | 1+1            | 24:42.0     | +41.4   |
| ----  | ----                  | ----           | ----        | ----    |
| 63.   | Bozsik Anna           | 1+3            | 28:38.3     | +4:37.7 |
| 69.   | Szemcsák Éva          | 1+1            | 28:43.7     | +4:43.1 |
| 75.   | Bekecs Zsuzsanna      | 1+0            | 29:25.9     | +5:25.3 |

### Váltó
A verseny időpontja: 1995. február 19.
| #     | Versenyző                                                                                         | Lövőhiba (F+Á) | Időeredmény | Hátrány | #   | Versenyző                                                                                      | Lövőhiba (F+Á) | Időeredmény | Hátrány  |
| ----- | ------------------------------------------------------------------------------------------------- | -------------- | ----------- | ------- | --- | ---------------------------------------------------------------------------------------------- | -------------- | ----------- | -------- |
| Arany | Németország · Uschi Disl · Antje Harvey · Simone Greiner-Petter-Memm · Petra Behle                | 0+0 0+0        | 1:37:05.0   |         | 7.  | Bulgária · Ekaterina Dafovszka · Nadezsda Alekszieva · Radka Popova · Iva Karagjozova-Skodreva | 0+0 1+3        | 1:41:49.7   | +4:44.7  |
| Ezüst | Franciaország · Corinne Niogret · Véronique Claudel · Delphyne Heymann · Anne Briand              | 0+0 0+0        | 1:37:38.4   | +33.4   | 8.  | Egyesült Államok · Kristina Sabasteanski · Stacey Wooley · Beth Coats · Ntala Skinner          | 1+3 0+0        | 1:42:00.8   | +4:55.8  |
| Bronz | Norvégia · Ann-Elen Skjelbreid · Hildegunn Fossen · Annette Sikveland · Gunn Margit Andreassen    | 0+0 2+6        | 1:37:39.3   | +2:26.3 | 9.  | Finnország · Katja Holanti · Mari Lampinen · Jaana Itäluoma · Tuija Vuoksiala                  | 0+0 1+3        | 1:42:10.4   | +5:05.4  |
| 4.    | Szlovákia · Martina Halinárová · Erika Lehotska · Anna Murínová · Soňa Mihoková                   | 0+0 0+0        | 1:39:55.1   | +2:50.1 | 10. | Kína · Song Aiqin · Liu Jinfeng · Sun Ribo · Wang Jinfen                                       | 0+0 2+3        | 1:42:24.5   | +5:19.5  |
| 5.    | Ukrajna · Tetyana Vodopjanova · Nyina Lemes · Olena Petrova · Valentina Cerbe-Neszina             | 0+0 0+0        | 1:40:28.3   | +3:23.3 | ... | ...                                                                                            | ...            | ...         | ...      |
| 6.    | Oroszország · Szvetlana Panjutina · Nagyezsda Talanova · Szvetlana Pecsorszkaja · Anfisza Rezcova | 1+3 1+3        | 1:40:35.9   | +3:30.9 | 18. | Magyarország · Bozsik Anna · Szemcsák Éva · Bekecs Zsuzsanna · Holéczy Beatrix                 | 0+0 1+3        | 1:49:56.2   | +12:51.2 |

### Csapat
A verseny időpontja: 1995. február 16.
| #     | Versenyző                                                                                      | Lövőhiba (F+Á) | Időeredmény | Hátrány |
| ----- | ---------------------------------------------------------------------------------------------- | -------------- | ----------- | ------- |
| Arany | Norvégia · Elin Kristiansen · Annette Sikveland · Gunn Margit Andreassen · Ann-Elen Skjelbreid | ?              | ?           |         |
| Ezüst | Németország · Kathi Schwaab · Simone Greiner-Petter-Memm · Uschi Disl · Petra Behle            | ?              | ?           | ?       |
| Bronz | Franciaország · Emmanuelle Claret · Véronique Claudel · Anne Briand · Corinne Niogret          | ?              | ?           | ?       |